# Azar Nafisi

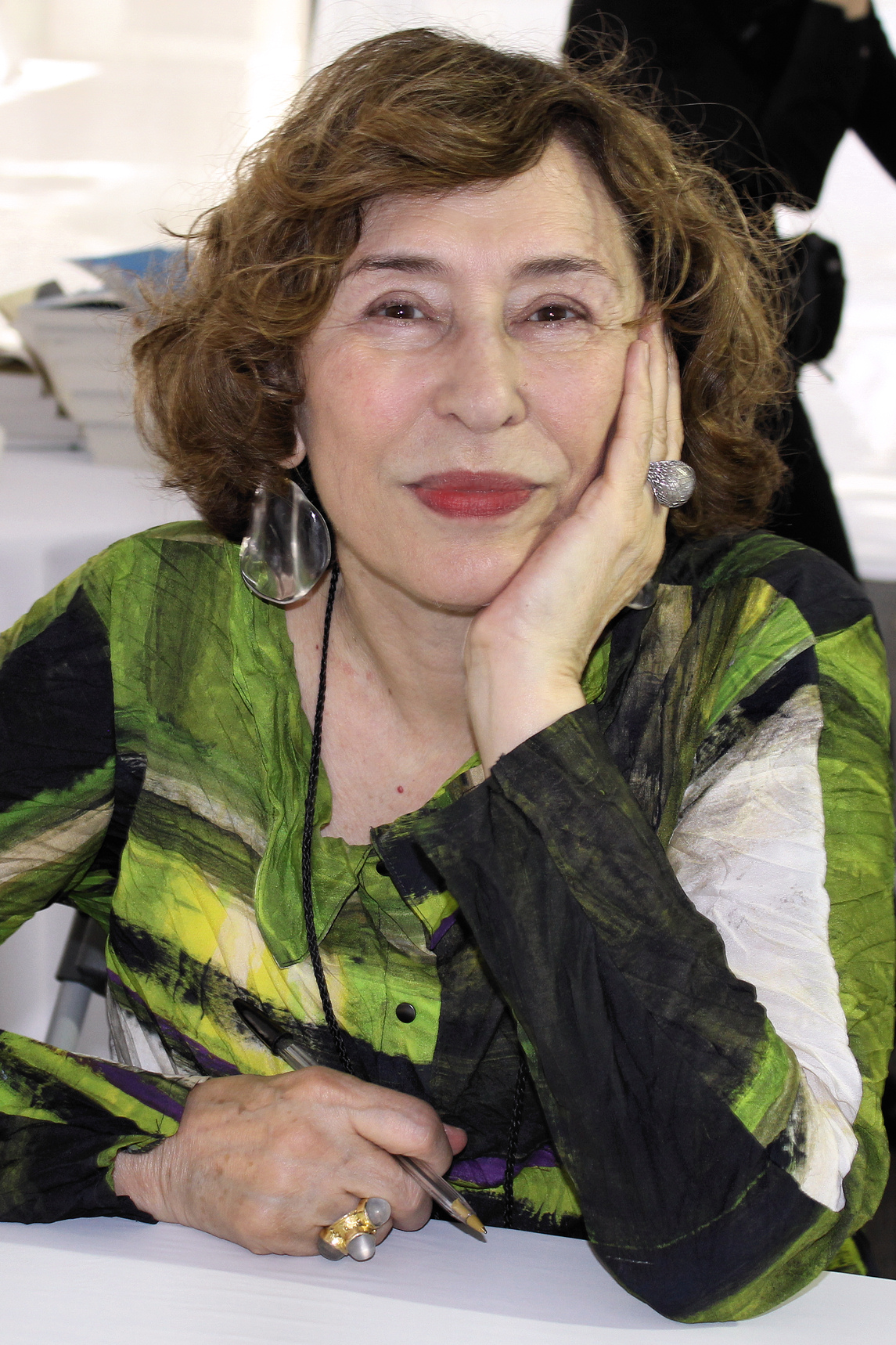
Azar Nafisi beim Texas Book Festival 2015 in Austin.

Azar Nafisi (persisch آذر نفیسی; * 1947 oder 1955 in Teheran, Iran) ist eine iranisch-US-amerikanische Hochschulprofessorin und Schriftstellerin, die sich für Frauen- und Menschenrechte in muslimischen Kulturen engagiert. Ihr bekanntestes Werk ist der 2003 erschienene autobiographische Roman Lolita lesen in Teheran, in dem sie über ihr Leben und ihre Erfahrungen in der Islamischen Republik Iran berichtet.

## Leben
Azar Nafisi wuchs in Teheran auf. Ihr Vater Ahmad Nafisi war von 1961 bis 1963 Bürgermeister von Teheran, ihre Mutter Lehrerin. Mit 13 Jahren verließ Nafisi den Iran, um eine Schule in Lancaster in England und später eine weitere in der Schweiz zu besuchen. Mit 17 Jahren heiratete sie, ohne die Unterstützung ihrer Eltern, und verließ mit ihrem Ehemann erneut den Iran mit Ziel USA. In Norman, Oklahoma, studierte Nafisi englische und amerikanische Literatur. An der dortigen Universität trat sie der Iranischen Studentenbewegung bei, wurde aber nie zu einer engagierten Aktivistin. 1972 machte sie den Bachelorabschluss in englischer Literatur und Philosophie, 1974 den Master in englischer Literatur. Nach drei Jahren Ehe ließ sie sich scheiden, blieb aber weiterhin in Norman. 1977 heiratete sie Bijan Naderi.
1979, kurz bevor Beginn der Islamischen Revolution, kehrte das Paar zurück in den Iran. Nafisi unterrichtete an der englischen Fakultät der Universität Teheran, beendete ihre Dissertation zum Thema The Literary Wars of Mike Gold: A Study of the Proletarian Literature of the 1930s. Noch im selben Jahr wurde ihr der Doktortitel für englische und amerikanische Literatur verliehen.
Da sich die Verhältnisse im Iran verschlechterten, war ab 1980 die Ausreise nicht mehr möglich.  1981 wurde sie von der Universität suspendiert, da sie sich weigerte, sich zu verschleiern. So war sie gezwungen, mehrere Jahre zu Hause zu verbringen. 1984 brachte sie ihr erstes Kind zur Welt, im darauf folgenden Jahr ihr zweites.  1988 begann sie wieder zu unterrichten und zwar als Gastprofessorin an der Freien Islamischen Universität und der Allameh Tabatabai Universität. Sie arbeitete an ihrem ersten Buch, das 1994 im Iran publiziert wurde  
Von 1995 bis 1997 gab Nafisi private Workshops für ausgewählte Studentinnen in ihrem Zuhause in Teheran. Auf diesen Treffen wurden nicht nur literaturwissenschaftliche Themen, sondern auch Fragen zur Kulturwissenschaft und den Menschenrechten diskutiert. Die Treffen mussten aufgrund der strengen Regeln, die das islamische Regime Frauen auferlegt hat, im Geheimen stattfinden und bildeten die Grundlage für Lolita Lesen in Teheran. 1997 emigrierte Nafisi mit ihrer Familie endgültig in die USA. Im selben Jahr nahm sie eine Professur an der School of Advanced International Studies der Johns-Hopkins-Universität in Washington, DC an. Dort unterrichtet sie bis heute.

## Auszeichnungen
- Cristóbal Gabarrón Foundation International Thought and Humanities Award (2011)
- The Don and Arvonne Fraser Human Rights Award (2010)
- The Elizabeth Ann Seton Woman of Courage Award  (2010)
- Aufnahme in „Die 100 besten Bücher des Jahrzehnts“ der London Times für Lolita lesen in Teheran (2009)[5]
- Persian Golden Lioness Award für Literatur der World Academy of Arts, Literature, and Media (2006)
- Frederic W. Ness Book Award (2005)
- The Book Standard Bestsellers Award (2005)
- Grand Prix des Lectrices d’ Elle (2005)
- Achievement Award der American Immigration Law Foundation (2005)
- Prix du Meilleur livre étranger (2004) für Reading Lolita in Tehran
- Non-fiction Buch des Jahres-Award von BookSense (2004)
- Latifeh Yarsheter Book Award (2004)
- Encyclopaedia Iranica Award für Literatur (2004)
- Finalist for the PEN/Martha Albrand Award for Memoir (2004)
- Distinguished Alumnus Award der Universität of Oklahoma (2001)

## Kritik
Während Nafisis Publikationen in den USA und Europa zumeist gefeiert werden, erfährt die Autorin von der muslimischen Welt immer wieder negative Kritik, besonders für Lolita lesen in Teheran, und wird immer wieder als Nestbeschmutzerin denunziert. Vor allem der umstrittene iranisch-amerikanische Hochschulprofessor Hamid Dabashi beschuldigt Nafisi unter anderem in einem 2008 erschienenen Artikel in Al-Ahram Weekly des Verrates an ihrem Heimatland Iran und der Unterstützung des „Amerikanischen Imperiums.“ Auch die iranische Literaturprofessorin Fatemeh Keshavarz wirft Nafisi vor, ein völlig falsches, „extremes“ Bild des Iran zu propagieren.

## Publikationen
2003 veröffentlichte Azar Nafisi Reading Lolita in Tehran (deutsch: Lolita lesen in Teheran), „das Protokoll der Verwüstung ihrer Heimat über einen Zeitraum von zwei Jahrzehnten“. Das Buch wurde in 32 Sprachen übersetzt, mit zahlreichen Preisen ausgezeichnet und machte die Autorin international bekannt. Der Roman wurde von Eran Riklis unter dem Titel Reading Lolita in Tehran verfilmt.
Neben ihrer Lehrtätigkeit veröffentlicht Azar Nafisi regelmäßig Beiträge in Büchern und schreibt für Zeitungen wie die New York Times, die Washington Post, das Wall Street Journal und den New Republic.
Bücher
- Antiterra:  A Critical Study of Vladimir Nabokov’s Novels.  Tarh-e No Publishing House, Tehran, Iran 1994
- Reading Lolita in Tehran. A Memoir in Books. Random House, 2003. Dt. Lolita lesen in Teheran. Deutsche Verlags-Anstalt, München 2005, ISBN 3-421-05851-2.
- Things I’ve Been Silent About. Memories of a Prodigal Daughter. Random House, 2008. Dt. Die schönen Lügen meiner Mutter. Erinnerungen an meine iranische Familie. Deutsche Verlags-Anstalt, München 2010, ISBN 3-421-04428-7.
- Republic of imagination. The case for fiction. Illustrations by Peter Sis. Heinemann, London 2014, ISBN 978-0-434-02215-1, ISBN 978-0-434-02216-8

Aufsätze
- Images of Women in Classical Persian Literature and the Contemporary Iranian Novel. In: The Eye of the Storm: Women in Post-Revolutionary Iran. Syracuse University Press, Syracuse 1994. ISBN 0-8156-2633-9
- Imagination as Subversion: Narrative as a Tool of Civic Awareness. In: Muslim Women and the Politics of Participation. Syracuse University Press, Syracuse 1997. 58-71. ISBN 0-8156-2759-9
- Personal Status Codes and Women’s Rights in the Maghreb. In: Muslim Women and the Politics of Participation: Implementing the Beijing Platform. Syracuse University Press, Syracuse 1997. ISBN 0-8156-2760-2
- Tales of Subversion: Women Challenging Fundamentalism in the Islamic Republic. In: Religious Fundamentalisms and the Human Rights of Women. St. Martin’s Press, New York 1999. ISBN 0-312-21897-4
- They the People: Our Abandoned Muslim Allies. In: The New Era of Terrorism: Selected Readings. Sage Publications, Thousand Oaks 2004 ISBN 0-7619-8873-4
- Women, culture, human rights: The case of Iran. In: The Future of the United Nations: Promoting Democracy; Preventing Genocide. Foreign Policy Association, New York 2005. OCLC Nummer 62790964
- The Stuff That Dreams Are Made Of. In: My Sister, Guard Your Veil, My brother, Guard Your Eyes: Uncensored Iranian Voices. Beacon Press, Boston 2006. ISBN 0-8070-0463-4
- Mysterious Connections that Link Us Together. In: This I Believe: The Personal Philosophies of Remarkable Men and Women. Henry Holt, New York 2006. ISBN 0-8050-8658-7
- Women’s Rights: Not Just for Westerners. In: Global Issues 05/06. Dubuque, McGraw-Hill 2007[9]